# 대한화학회
사단법인 대한화학회(Korean Chemical Society, KCS)는 화학 및 그 응용에 관한 학술과 기술의 발전 및 보급에 기여함으로써 과학과 기술의 진흥에 이바지함을 목적으로 1946년 7월 7일에 설립된 학술단체이다. 사무실은 서울특별시 성북구 안암로 119 한국화학회관 4층에 있다. 관련 분야의 연구발표회 및 강연회 개최, 학술 간행물 및 도서의 발행, 국제교류 사업 등을 활동하고 있다. 1949년에 창간된 학술지 《대한화학회지》를 발간하고 있다.
1976년 8월 11일에 과학기술처 소관의 사단법인으로 설립이 허가됐고 국제 순수·응용 화학 연합(IUPAC)과 아시아화학회연합(FACS)에 가입돼 있다.

## 연혁
- 1946년: ‘조선화학회’ 창립
- 1949년: 대한화학회로 개칭, 학술지 《대한화학회지》 창간
- 1963년: 국제 순수·응용 화학 연합에 가입
- 1980년: 영문 학술지 《Bulletin of the Korean Chemical Society》 발간
- 2002년: 《대한화학회지》 KCI 등재
- 2020년: 학회 창립 75주년 기념 학술 활동 시행

## 설립 목적
사회일반의 이익에 공여하기 위하여 공익법인의 설립운영에 관한 법률의 규정에 따라 화학 및 그 응용에 관한 학술과 기술의 발전 및 보급에 기여함으로써 과학과 기술의 진흥에 이바지함에 있다.

## 화학 용어 제정
대한민국에서 사용하는 화학 용어를 제정한다. 2014년에 개정된 화학용어 개정안에 따라 기존에 복수 표준으로 인정하던 소듐, 나트륨, 포타슘, 칼륨을 소듐과 포타슘의 단일 표준으로 변경하였다.
또한 기존에 알칸과 알킨으로 부르던 alkane과 alkyne을 알케인과 알카인으로 변경하였다. alkene은 기존과 마찬가지로 알켄으로 부른다.

## 간행물
대한화학회는 총 3개의 간행물을 발매하고 있다.
- 《대한화학회지》 (격월, 국문)[1]
- 《Bulletin of the Korean Chemical Society》 (약어 BKCS, 월간, 영문, SCI)
- 《화학세계》 (월간)

협약 발간지
- 《Chemistry, an Asian Journal》
- 《Asian Journal of Organic Chemistry》
- 《Physical Chemistry Chemical Physics》
- 《ChemNanoMat》

휴간
- 화학교육지 (계간) ※2012년부터 휴간

## 역대 회장
| 대수   | 성명   | 소속                    | 재직 기간     |
| ------ | ------ | ----------------------- | ------------- |
| 제1대  | 이태규 | 경성제국대학·서울대학교 | 1946년~1949년 |
| 제2대  | 이태규 | 경성제국대학·서울대학교 | 1946년~1949년 |
| 제3대  | 안동혁 |                         | 1949년~1951년 |
| 제4대  | 김동일 | 서울대학교              | 1951년~1954년 |
| 제5대  | 김동일 | 서울대학교              | 1951년~1954년 |
| 제6대  | 안동혁 |                         | 1954년~1957년 |
| 제7대  | 조광하 |                         | 1957년~1960년 |
| 제8대  | 김동일 |                         | 1960년~1962년 |
| 제9대  | 안동혁 |                         | 1963년~1966년 |
| 제10대 | 안동혁 |                         | 1963년~1966년 |
| 제11대 | 김동일 |                         | 1967년~1972년 |
| 제12대 | 김동일 |                         | 1967년~1972년 |
| 제13대 | 김동일 |                         | 1967년~1972년 |
| 제14대 | 성좌경 | 인하대학교              | 1973년~1974년 |
| 제15대 | 최상업 | 서강대학교              | 1975년~1976년 |
| 제16대 | 남기동 |                         | 1977년~1978년 |
| 제17대 | 박기채 | 부산대학교              | 1978년~1980년 |
| 제18대 | 장세헌 | 서울대학교              | 1980년~1982년 |
| 제19대 | 박태원 | 서울대학교              | 1982년~1984년 |
| 제20대 | 한만운 | 인하대학교              | 1984년~1986년 |
| 제21대 | 전민제 | 전인터내셔널            | 1986년~1987년 |
| 제22대 | 최재시 | 연세대학교              | 1987년~1988년 |
| 제23대 | 김태린 | 고려대학교              | 1988년~1989년 |
| 제24대 | 윤능민 | 서강대학교              | 1989년~1990년 |
| 제25대 | 김용준 | 고려대학교              | 1990년~1991년 |
| 제26대 | 이익춘 | 인하대학교              | 1991년~1992년 |
| 제27대 | 안운선 | 성균관대학교            | 1992년~1993년 |
| 제28대 | 김시중 |                         | 1993년~1994년 |
| 제29대 | 채영복 |                         | 1994년~1995년 |
| 제30대 | 심상철 | 한국과학기술원          | 1996년        |
| 제31대 | 백운기 | 서강대학교              | 1997년        |
| 제32대 | 손연수 | 한국과학기술연구원      | 1998년        |
| 제33대 | 이대운 | 연세대학교              | 1999년        |
| 제34대 | 진정일 | 고려대학교              | 2000년        |
| 제35대 | 진종식 | 서강대학교              | 2001년        |
| 제36대 | 정봉영 | 고려대학교              | 2002년        |
| 제37대 | 심상철 | 경북대학교              | 2003년        |
| 제38대 | 이순보 | 성균관대학교            | 2004년        |
| 제39대 | 신국조 | 서울대학교              | 2005년        |
| 제40대 | 이은   | 서울대학교              | 2006년        |
| 제41대 | 차진순 | 영남대학교              | 2007년        |
| 제42대 | 김명수 | 서울대학교              | 2008년        |
| 제43대 | 윤민중 | 충남대학교              | 2009년        |
| 제44대 | 도춘호 | 순천대학교              | 2010년        |
| 제45대 | 김낙중 | 한양대학교              | 2011년        |
| 제46대 | 이덕환 | 서강대학교              | 2012년        |
| 제47대 | 강한영 | 충북대학교              | 2013년        |
| 제48대 | 최중길 | 연세대학교              | 2014년        |
| 제49대 | 김홍석 | 경북대학교              | 2015년        |
| 제50대 | 이창희 | 강원대학교              | 2016년~2017년 |
| 제51대 | 하현준 | 한국외국어대학교        | 2018년~2019년 |
| 제52대 | 정옥상 | 부산대학교              | 2020년~2021년 |
| 제53대 | 신석민 | 서울대학교              | 2022년~2023년 |
| 제54대 | 이필호 | 강원대학교              | 2024년~       |

## 구성
대한화학회는 12개의 지부, 12개의 분과회, 18개의 위원회로 구성되어 있다.

### 운영위원회
- 회장
- 부회장
  - 총무
  - 학술
  - 기획
  - 홍보
  - 산학협력
  - 국제협력
  - 교육
- 실무이사
  - 총무(총 3명)
  - 기획(총 3명)
  - 국제협력(총 3명)
  - 학술(총 3명)
  - 홍보(총 3명)
  - 산학협력(총 3명)
  - 교육(총 2명)

### 지부 및 지회
- 강원지부
- 경기지부
- 경남지부
- 광주·전남지부
- 대구·경북지부
- 대전·충남·세종지부
- 부산지부
- 울산지부
- 인천지부
- 전북지부
- 충북지부
- 제주지회

### 분과회
- 고분자화학분과회
- 공업화학분과회
- 무기화학분과회
- 물리화학분과회
- 분석화학분과회
- 생명화학분과회
- 유기화학분과회
- 의약화학분과회
- 재료화학분과회
- 전기화학분과회
- 화학교육분과회
- 환경에너지분과회

### 위원회
- 국제협력위원회
- 기금위원회
- 선거관리위원회
- 여성위원회
- 연구실안전위원회
- 연구윤리위원회
- 정보화사업위원회
- 출판위원회
- 학술위원회
- 학술지간행위원회
  - BKCS 편집위원회
  - JKCS 편집위원회
- 한만정학술상위원회
- 화학교육위원회
- 화학대중화위원회
- 화학세계편집위원회
- 화학술어위원회
- 화학올림피아드위원회
- 화학전공학위인증위원회

## 같이 보기
- 한국물리학회
- 대한해부학회
- 대한의사협회
- 대한수학회